# Allium austrokyushuense
Allium austrokyushuense — вид рослин з родини амарилісових (Amaryllidaceae); ендемік Японії.

## Опис
Багаторічна рослина заввишки від 20 до 60 см. Листки лінійні, довжиною 20–50 см і діаметром 2–3 мм. Суцвіття кулясті багатоквіткові, на кінчику квіткового стебла. Листочки оцвітини мають пурпуровий колір, довжиною ≈ 5 мм.
Сезон цвітіння: листопад — грудень.

## Поширення
Ендемік Японіїу — Кюсю.
Зростає на гірських луках.